# Maria Teresa Loureiro
Maria Teresa Loureiro nasceu em Lisboa, maio de 1964, cidade onde vive atualmente.
Trabalha presentemente (2023) como coordenadora executiva da Lisboa Film Commission (CML), já foi assessora de imprensa, editora, RP, redatora de Publicidade, chefe de gabinete de uma vereadora da Cultura, vice-presidente de um Instituto Público ligado ao Cinema, mas é sobretudo uma comunicadora.
Desde que aprendeu a desenhar letras e a entrelaçar palavras, nunca deixou de escrever e fantasiar, tendo o seu primeiro romance, Um Olhar Mil Abismos, editado pela Presença, em 2001, recebido o Prémio Literário Máxima Revelação (obra posteriormente reeditado pelo Clube do Autor, em 2011, com o título: Encontro no teu olhar.

## Biografia
Nasceu em Lisboa, no dia 15 de maio de 1964, sob os signos Touro (Zodíaco) e Dragão (Chinês), na ASMECI - A Associação de Socorros Mútuos dos Empregados no Comércio e Indústria, tendo sido a bebé mais comprida a nascer naquela instituição até esse dia.
É filha de Manuel José Trindade Loureiro (1928), autor de livros sobre cinema, teatro e literatura, que mantém um blogue de atualidade política e social, O Manojas, e de Maria Helena dos Santos Simões Loureiro (1933), bibliotecária da Biblioteca de Arte da Fundação Calouste Gulbenkian durante mais de 30 anos.
Tem uma filha, Beatriz Loureiro Fernandes (1996) que é veterinária, por vocação e paixão, e um irmão, Manuel José Simões Loureiro, professor universitário, doutorado em Computação e Inteligência Artificial pela Universidade de Sevilha. O seu tio (irmão do seu pai), João d’Ávila, com quem tem uma relação de amizade muito próxima, dispensa presentações, pela sua já reconhecida relevância no mundo do Teatro.
Na cidade, desloca-se preferencialmente a pé ou de bicicleta e é uma desportista convicta, tendo já praticado ginástica artística, ginástica rítmica, corrida e remo, dedicando-se atualmente à natação, quer em piscina quer em águas abertas.
Envolve-se, sempre que possível, em causas ambientais e de defesa dos animais, e os seus principais hobbies são a leitura, a música, o cinema, e tudo o que lhe permita estar em contacto com o mar e com a natureza, em geral.
Para conhecer a sua escrita, nada como dar um salto ao seu blogue Vasos Comunicantes.

## Percurso

A Mulher que Colecionava Tempos Inexistentes, 2014

Frequentou externato O Lar da Criança, estudou na Escola Básica e Secundária Passos Manuel e na Faculdade de Letras, da Universidade de Lisboa. Estudou, ainda, durante oito anos a Língua e a Literatura Francesa, no Institut Franco-Portugais de Lisbonne, e Grafologia, na SFDG - Société Française de Graphologie.
Os seus interesses levaram-na a diversificar a sua formação específica e profissional em Gestão da Reputação e Comunicação de Crise, pela Universidade Católica Portuguesa; Google Analytics – Fundamentos, na Lisbon Digital School; Greening the Economy: Sustainable Cities, pela Lund University; Marketing do Livro, na Booktailors – Consultores Editoriais; Escrita Criativa – Escrever Escrever, entre muitas outras.
Tem um percurso profissional rico que a torna uma profissional versátil e dinâmica, com visão ampla e sustentada. Trabalhou em publicidade, como copywriter, no Gabinete Moura-George e na Latina. A sua ligação à escrita e aos livros é longa: trabalhou na Livraria Buccholz e Livraria Barata, como responsável pelo Boletim Cultural; foi redatora aquando da fundação da Editora Pergaminho, em 1990, editora dos autores portugueses de não ficção da Bertrand e coordenadora editorial da Guerra & Paz. Passou pela RTP e trabalhou na SIC durante 10 anos, como coordenadora de emissão e como controller. Esteve ligada ao cinema, como tradutora/intérprete do júri internacional do Festival Internacional de Cinema de Troia (Festroia), colaborou para a Cinemateca Portuguesa na organização de ciclos de cinema e traduções e foi vice-presidente do ICAM – Instituto do Cinema, Audiovisual e Multimedia. Mais tarde dedicou-se às Relações Públicas e Comunicação, tendo trabalhado na LMP Comunicação, Jervis Pereira Comunicação & Marketing e EDP, onde escreveu a história da Empresa: EDP Energia, editado pela Leya, em 2016 e mais recentemente como assessora do Gabinete do secretário de estado adjunto e do Ambiente, do Ministério do Ambiente (ministro João Pedro Matos Fernandes).
Foi membro do grupo de trabalho constituído pelo Observatório das Atividades Culturais Horizonte 2013 e do grupo de trabalho constituído pela CML para contribuir para Lisboa Capital Verde Europeia 2020.

## OBRAS
É autora de vários livros de ficção e não ficção.
Ficção:
- Um Olhar, Mil Abismos, (Presença, 2001) - Prémio Literário Máxima Revelação.
- Memórias de Papel, (Alêtheia Editores, 2006).[3]
- Encontro no Teu Olhar (Clube do Autor, 2011).
- A Mulher que Colecionava Tempos Inexistentes (Edições Vírgula, 2014).[4]

Não Ficção:
- Horóscopos & Aniversários, (Arte Plural/Pergaminho, 1990).
- Bar e Doce Bar (Arte Plural/Pergaminho, 1990).
- A Televisão (Didáctica Editora, 2013) – Recomendado pelo programa LER+ Plano Nacional de Leitura.
- Chamo-me… Vasco Santana (Didáctica Editora, 2014).
- EDP Energia, (Leya, 2016).